# Cam Thủy, Lệ Thủy
Cam Thủy là một xã cũ thuộc huyện Lệ Thủy, tỉnh Quảng Bình, Việt Nam.

## Địa lý
Xã Cam Thủy nằm ở phía đông huyện Lệ Thủy, có vị trí địa lý:
- Phía đông giáp xã Ngư Thủy Bắc
- Phía tây giáp thị trấn Kiến Giang và các xã Tân Thủy, Dương Thủy, Liên Thủy
- Phía nam giáp xã Hưng Thủy
- Phía bắc giáp xã Thanh Thủy.

Xã Cam Thủy có diện tích 13,80 km², dân số năm 2019 là 4.152 người, mật độ dân số đạt 301 người/km².

## Lịch sử
Ngày 16 tháng 6 năm 2025, Ủy ban Thường vụ Quốc hội ban hành Nghị quyết số 1680/NQ-UBTVQH15 về việc sắp xếp các đơn vị hành chính cấp xã của tỉnh Quảng Trị năm 2025. Theo đó, sắp xếp toàn bộ diện tích tự nhiên, quy mô dân số của các xã Cam Thủy (huyện Lệ Thủy), xã Thanh Thủy, xã Hồng Thủy, xã Ngư Thủy Bắc thành xã mới có tên gọi là xã Cam Hồng.

## Kinh tế
Kinh tế chủ yếu là nông nghiệp, tiểu thủ công nghiệp.
Nền kinh tế đang dần phát triển với nhiều hình thức kinh doanh quy mô lớn (Nhà máy công nghiệp may Quảng Bình).